# Sintagma adjectival
El sintagma adjectival és el sintagma que té com a nucli un adjectiu. A part del nucli, pot portar especificadors (prototípicament a l'esquerra del nucli) com, per exemple, adverbis (molt fàcil) o complements de l'adjectiu (prototípicament a la dreta del nucli). Els complements poden ser un sintagma preposicional o una oració subordinada completa (impossible de predir).
Les funcions del sintagma adjectival són tres: complement del nom (la funció sintàctica majoritària), atribut (quan acompanya verbs copulatius) o complement predicatiu.